# Jung 9048 und 9049
Die normalspurigen Tenderlokomotiven Jung 9048 und 9049 waren Dampflokomotiven eines Typs der Arnold Jung Lokomotivfabrik, die für die Deutsche Wehrmacht hergestellt wurden.
Die fast identischen Lokomotiven wurden vor dem Zweiten Weltkrieg auf dem Flugplatz Sperenberg eingesetzt. Nach dem Krieg wurden sie von der Deutschen Reichsbahn übernommen und erhielten die Betriebsnummern 92 997 und 6588. Sie waren bis 1967 in Betrieb und wurden dann ausgemustert sowie verschrottet.

## Geschichte und Einsatz

### Vorkriegsgeschichte
1934 hatte die Lokfabrik Jung unter der Fabriknummer 6206 einen modernen Vierkuppler mit der Achsfolge D im Fertigungsprogramm, der bei mehreren Zechenbahnen eingesetzt wurde. 1941 entwickelte Jung für die Wehrmacht eine modernisierte Type dieser Lokomotive, bei der hauptsächlich die Schweißtechnik angewendet wurde und die nach dem Heißdampfverfahren arbeitete. Die Loks wurden mit der Fabriknummer Jung 9048 und 9049 gebaut. Beide Lokomotiven waren auf dem als Werkloks eingesetzt.

### Deutsche Reichsbahn 92 997 und 6588
Von der Deutschen Reichsbahn erhielten sie unterschiedliche Bezeichnungen; die Jung 9048 wurde die 92 997.
1949 wurde die andere Lokomotive von der Umzeichnungskommission begutachtet. Das T001 am Führerstand deutete darauf hin, dass sie nach 1945 Kolonnenlokomotive bei der Sowjetischen Militäradministration war. Die Typengleichheit mit der 92 997 wurde nicht erkannt und so erhielt sie die Betriebsnummer 92 6588.
Für die Verwendung der Lokomotiven gibt unterschiedliche Angaben. Eine Quelle sagt aus, eine hätte im Berliner Raum Rangierdienste durchgeführt.
Eine andere Quelle gibt die Lok 92 997 1950 im Bahnbetriebswerk Kamenz und die 92 6588 in Döbeln auf Grund der geringen Wasservorräte im Rangierdienst eingesetzt an.
Die weiteren Stationierungen waren bei der 92 997 Luckau (1957) und Görlitz. 1964 wurde sie abgestellt und 1967 verschrottet.
92 6588 kam zum Betriebswerk Leipzig Bayerischer Bahnhof, wo sie 1965 abgestellt und 1967 ausgemustert wurde.

## Technik
Die Lokomotiven waren in Schweißtechnik hergestellt. Einige Bauteile wurden direkt von den Einheitslokomotiven übernommen, sie ähnelten der Baureihe 81.
Der Rahmen der Loks war als Blechrahmen ausgeführt. Der dritte Radsatz war der Treibradsatz. Die Zylinder der Loks besaßen Regelkolbenschieber mit Druckausgleich. Die Dampfmaschine wurde von einer Heusinger-Steuerung mit Kuhnscher Schleife betätigt.
Der Kessel entsprach den Einheitslokomotiven. Der Stehkessel hatte eine Feuerbüchse aus Stahl. Unverändert übernommene oder geringfügig modifizierte Bauteile der Einheitsloks waren Rauchkammer, Rohrwände, Dampfdom, Sandkasten, Schornstein und Sicherheitsventil. Zur Kesselspeisung wurden zwei Speisepumpen Bauart Knorr mit Oberflächenvorwärmer, der quer zur Fahrtrichtung unter der Rauchkammer lag, und eine Strahlpumpe der Einheitsbauart verwendet. Das Führerhaus war wie bei den Einheitsloks gestalten, es war ebenso geschweißt wie Wasser- und Kohlenkasten.
Die Lokomotiven besaßen eine indirekte Bremse von Knorr und eine Wurfhebelbremse. Die Radsätze wurden von vorn abgebremst. Gesandet wurden der zweite bis vierte Kuppelradsatz. Von Anfang an besaßen die Loks elektrische Beleuchtung mit einem Turbogenerator von AEG.